# Calephelis acapulcoensis
Calephelis acapulcoensis är en fjärilsart som beskrevs av Mcalpine 1971. Calephelis acapulcoensis ingår i släktet Calephelis och familjen Riodinidae. Inga underarter finns listade i Catalogue of Life.